# إيغناتوف
إيغناتوف هي قرية في التقسيم الإداري في كاميين في مقاطعة تشيلم في محافظة لوبلين في شرق بولندا.  تقع على بعد حوالي 5 كيلومتر (3 ميل) شمال كاميين، 8 كيلومتر (5 ميل) شرق تشيلم و 72 كيلومتر (45 ميل) شرق العاصمة الإقليمية لوبلين.